# Waldemar Torenstra

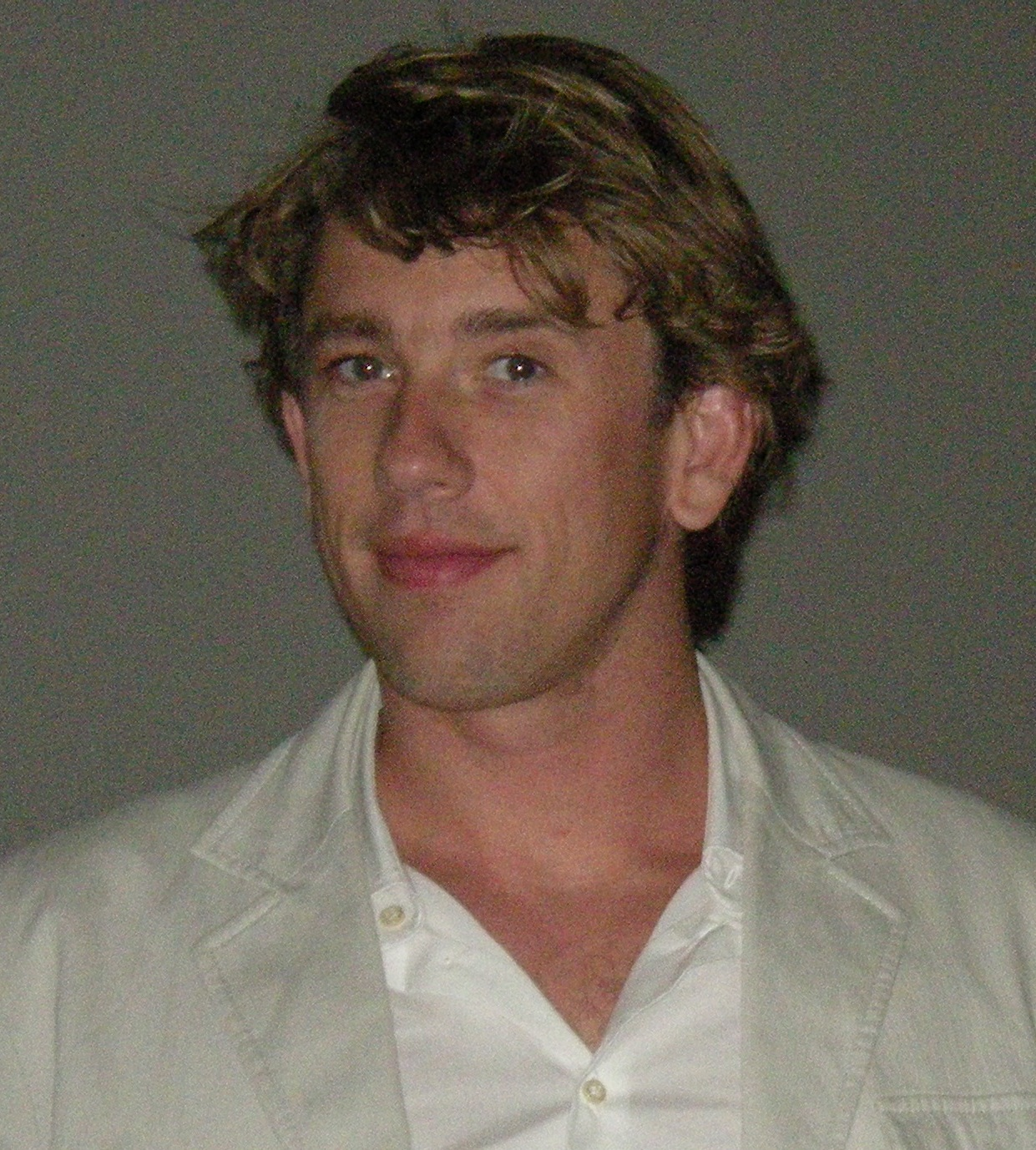
Waldemar Torenstra

Waldemar Govinda Torenstra (* 29. März 1974 in Amsterdam) ist ein niederländischer Schauspieler.
Torenstra spielte 2002 die Rolle des Gerrit in dem Film Ja zuster, nee zuster. Im Fernsehen war er zwei Staffeln als Sven in der VARA-Serie De Band zu sehen und spielte Gastrollen in den Serien Zebra und Baantjer. 2005 war Torenstra als Andy in der Serie Lieve Lust zu sehen, 2006 in der VPRO-Serie Waltz sowie 2007 als Rinus de Gier in Grijpstra & De Gier, welche Rolle er von Roef Ragas übernommen hatte.
Torenstra spielte 2008 gemeinsam mit Rutger Hauer in dem Film Bride Flight sowie im gleichen Jahr als Star-Fotograf Bob Griffioen in dem Erotik-Thriller Verführerisches Spiel (niederländischer Originaltitel Zomerhitte), mit dem er auch in Deutschland bekannt wurde.
Seit Herbst 2006 ist Torenstra mit der niederländischen Fernsehmoderatorin und Schauspielerin Sophie Hilbrand liiert, die 2008 auch seine Filmpartnerin in Verführerisches Spiel war. Sie sind Eltern einer Tochter und eines Sohnes.

## Filmografie (Auswahl)
- 1990: Goede tijden, slechte tijden (Fernsehserie)
- 1994–2010: Onderweg naar Morgen (Fernsehserie)
- 2000: Baantjer (Fernsehserie)
- 2002: Ja Zuster, Nee Zuster
- 2003–2005: De Band (Fernsehserie)
- 2005: Lieve Lust (Fernsehserie)
- 2007: Grijpstra & De Gier (Fernsehserie)
- 2008: Julia’s Tango (Fernsehserie)
- 2008: Verführerisches Spiel (Zomerhitte)
- 2008: Bride Flight
- 2010: De gelukkige huisvrouw
- 2011: Mijn opa de bankrover
- 2011: Mixed Up (Fernsehserie)
- 2012: Lijn 32 (Fernsehserie)
- 2012–2016: Divorce (Fernsehserie)
- 2013: Leve Boerenliefde
- 2014: IJspaard
- 2015: Vechtershart (Fernsehserie)
- 2017: Ron Goossens, Low Budget Stuntman